# Come sarà mio figlio
Come sarà mio figlio è il sesto album di Mario Castelnuovo.

## Il disco
L'ultimo disco pubblicato da Castelnuovo per l'RCA Italiana, prima del passaggio alla Fonit Cetra è una raccolta di sei vecchi brani riarrangiati da Fabio Pianigiani, con tre inediti di cui uno, Come sarà mio figlio, apre l'album e gli dà il titolo, ed è una riflessione sul desiderio di paternità.
Le altre due canzoni sono L'istrice, brano d'amore, e La guerra è finita, canzone antimilitarista con accompagnamento di pianoforte.
Tra le reincisioni particolarmente riuscito è l'arrangiamento di Rondini nel pomeriggio, basato sulla fisarmonica di Gianni Coscia.
L'album è registrato negli studi San Martino di Arezzo, i tecnici del suono sono Franco Finetti e Maurizio Fontanesi, mentre i mixaggi sono eseguiti da Finetti negli studi Mulinetti di Recco.
La copertina raffigura una donna vestita di rosso, fotografata da Peppe D'Arvia.

## Tracce
LATO A
1. Come sarà mio figlio - 3:28
2. Sette fili di canapa - 5:22
3. Rondini del pomeriggio - 3:33
4. Nina - 3:48
5. L'istrice - 3:29

LATO B
1. Oceania - 5:02
2. Stella di sugo - 4:19
3. Sul nido del cuculo - 4:27
4. La guerra è finita - 4:10

Testi e musiche di Mario Castelnuovo
Prodotto da Mario Castelnuovo e Fabio Pianigiani

## Musicisti
- Mario Castelnuovo: voce, chitarra acustica
- Maurizio Dei Lazzaretti: batteria
- Rino Zurzolo: basso, contrabbasso
- Fabio Pianigiani: chitarra acustica, chitarra elettrica, bouzouki
- Rolf Kruger: programmazione, tastiera
- Gianni Coscia: fisarmonica
- Ferdinando Arnò: pianoforte
- Federico Sanesi: tablas, derbouka
- Steve James: violino, sarod
- Vincenzo Zitello: arpa
- Enrico Rava: flicorno
- Roberta De Giovanni e Lidia Sugherini: soprano
- Elisabetta Renzoni: mezzo-soprano
- Antonio Morelli: tenore
- Nicola Sodi: basso
- Maresa Ann Moglia: voce in Sette fili di canapa